# Зарайский, Георгий Павлович
Георгий Павлович Зарайский (1934—2009) — учёный-петрограф, лауреат премии имени Д. С. Коржинского (2004).

## Биография
Родился 30 ноября 1934 года в Донецке, отец Зарайский Павел Корнеевич, мать Перепелицына Елена Антоновна. Окончил школу с золотой медалью, после чего окончил геологический факультет МГУ.
По распределению работал на Среднем Урале (1957—1962 годы), занимался геологической съемкой, поисками и разведкой медно-колчеданных месторождений.
Окончил аспирантуру МГУ и после защиты кандидатской диссертации и привлеченный идеями Д. С. Коржинского, работал в Институте экспериментальной минералогии АН СССР.
Заведующий лабораторией «Модели рудных месторождений» Института экспериментальной минералогии РАН, профессор кафедры петрологии Геологического факультета МГУ.
Умер 5 сентября 2009 года.

## Научная деятельность
Создатель нового научного направления «Моделирование процессов образования метасоматических пород».
Создал аппаратуру и разработал комплексную методику для экспериментального моделирования и всестороннего исследования метасоматизма. Это позволило на новом экспериментальном уровне последовательно рассмотреть фундаментальные проблемы метасоматической петрологии, охватывающие вопросы происхождения, минерального состава, физико-химических условий образования, зональности и динамики формирования метасоматических пород.
В последние годы он активно занимался моделированием процессов формирования редкоземельных месторождений, связанных с гранитами. Опираясь на экспериментальные, полевые данные и теоретические обобщения, разработал оригинальные поисковые критерии для данного типа месторождений.
Создатель курса лекций «Метасоматизм», который читал в МГУ с 1982 года.
Член редколлегии журнала «Петрология».

## Награды
- Орден «Знак Почёта»
- Медаль ордена «За заслуги перед Отечеством» II степени
- Медаль «В ознаменование 100-летия со дня рождения Владимира Ильича Ленина» (1970)
- Премия имени Д. С. Коржинского (2004) — за монографию «Зональность и условия образования метасоматических пород»
- Заслуженный деятель науки Российской Федерации (2009)